# FXEmpire.com
FXEmpire.com — информационно-новостной сайт, разработанный для предоставления биржевых новостей активным трейдерам и частным инвесторам. На этом сайте представлены мировые котировки, графики и биржевые новости, которые охватывают основные рынки, а также предложены различные торговые инструменты, профессиональные обзоры рынка Форекс и обзоры состояния рынкa.
На сайте содержится большое количество бесплатной информации о глобальном рынке, торговых инструментах, видео в сфере биржевого дела, а также новостные репортажи. Несмотря на то, что главный сайт разработан на английском языке, главная страница FXEmpire.com, а также финансовые отчёты представлены на 15 различных языках, включая немецкий, французский, итальянский, датский, португальский, русский, арабский, турецкий, греческий и иврит.

## Предыстория
FXEmpire.com является частью FX Empire Network. Посетители сайта могут выбрать внутридневные, ежедневные и еженедельные новости и анализ рынков, которые непосредственно связаны с международными рынками. Кроме того, посетители могут создать собственный почасовой контент. Команда аналитиков FX Empire готовит тексты и анализы в видеоформате, а также предлагает прогнозы относительно движения рынков на ежедневной и еженедельной основах. Пользователи могут прочитать информацию в статье, просмотреть её на графике или же выбрать видео.

## Инструменты и услуги
На сайте FXEmpire.com Вы сможете найти новости, графики, различные финансовые инструменты, количество которых приблизительно составляет 25 000 (например: акции, Форекс, индексы, товары, облигации и ETF).

### Торговые инструменты
Пользователям сайта FXEmpire.com предлагаются различные инструменты: от калькулятора торгов до конвертера валют. На сайте также представлен ряд графиков в стиле Java, которые были разработаны на основе интервью с форекс-трейдерами, включая данные, которые, по их мнению, являются наиболее полезными и необходимыми. На веб-сайте также размещено техническое исследование, в котором каждый основной актив рассматривается при помощи индикаторов технического анализа, анализируется на графических моделях, в последних новостях и других прогнозах для того, чтобы предоставить точные экспертные торговые сигналы в разных временных рамках.
Торговые инструменты, доступные в настоящее время, включают:
- Калькулятор Фибоначчи
- Калькулятор маржи
- Калькулятор прибыли
- Калькулятор Доступных единиц Форекс
- Калькулятор Точки разворота
- Калькулятор Значения точки
- Калькулятор торгов
- Калькулятор спреда
- Конвертер валют
- Исторические данные
- Потоковые значения Форекс
- Цены на Потоковые товары в реальном времени
- Цены на Основные мировые индексы
- Живые значения рынка акций
- Живые значения рынка
- Часы Форекс и мировых рынков

### Калькулятор Фибоначчи
Калькулятор Фибоначчи используется для «прогнозирования приблизительного целевого курса, [и] формируя основные линии Фибоначчи и расширения стоимости».

## Новости и Анализ
Ежедневные новости и анализ информации обновляются профессиональной командой журналистов и аналитиков. Команда составляет фундаментальные и технические анализы по всем основным валютам, товарам и индексам. FX Empire является первым порталом, предоставившим видео с техническим анализом. На веб-сайте представлены статьи с информацией о валютах, товарах, экономических событиях и новости центрального банка. В распоряжение пользователей командой предоставляются учебные материалы и обзоры брокеров Форекс-рынка и бинарных опционов как в письменной форме, так и видеоформате. В 2011 году сайт спрогнозировал падение цены на природный газ, в то время как большинство рынков прогнозировало повышение цены. На известных финансовых сайтах на сайт FXEmpire.com ссылаются как на надёжный источник информации.

### Рынки ценных бумаг
На сайте FXEmpire.com представлены новости и анализ многих фондовых бирж, включая также индексы NYSE, NASDAQ, OMX Copenhagen 20, OMX Helsinki, OMX Stockholm 30 и все пары Форекс

### Выдающийся персонал
- Кристофер Льюис

Льюис является аналитиком сайта FX Empire с момента его основания. Он готовит технический анализ Форекс рынка и рынка товаров на ежедневной и еженедельной основах как в текстовом, так и в видеоформате.
- Барри Норман

Норман готовит фундаментальный анализ и сводки новостей на ежедневной основе, а также делает еженедельные и ежемесячные прогнозы. Норман является автором нескольких опубликованных книг о торгах на Форекс. Норман, которого прозвали «Бинарный Барри» за его знания в сфере бинарных точек, также выпускает собственный ежедневный информационный бюллетень, который рассылается более чем 25 000 трейдерам.
- Джеймс А. Хьержик

Хьержик работает фундаментальным и техническим аналитиком финансового рынка с 1982 года. Его техническая работа заключается в составлении графиков с использованием техники анализа цены и времени В. Д. Ганна. Он готовит технический анализ фондовых рынков и сводки новостей рынка на ежедневной основе.
- Клифф Вахтель

Вахтель — автор удостоенной различных наград книги «Разумное руководство по Форекс: Наиболее безопасные и разумные способы выжить и преуспеть с самого начала». Он работает инвестиционным консультантом, аналитиком, писателем, тренером, трейдером и инвестором на протяжении более 30 лет, специализируясь на различных рынках и различных классах активов по всему миру, а также сотрудничает с различными финансовыми СМИ.